# Penthe obliquata
Penthe obliquata är en skalbaggsart som först beskrevs av Fabricius 1801.  Penthe obliquata ingår i släktet Penthe och familjen skinnsvampbaggar. Inga underarter finns listade i Catalogue of Life.